# Qian Shan
Das Gebirge Qian Shan (chinesisch 千山, Pinyin Qiān Shān) oder Qianshan ist ein Gebirge auf dem Gebiet der Stadt Anshan in der chinesischen Provinz Liaoning. 
Es befinden sich mehrere buddhistische und daoistische Tempel in ihm, darunter der daoistische Wuliang-Tempel (Wuliang Guan).